# Medonosna čebela
Medonosna čebela ali domača čebela (znanstveno ime Apis mellifera) je vrsta čebele, izvorno razširjena po Afriki in Evraziji, ki jo je človek udomačil za pridobivanje medu in drugih čebeljih pridelkov ter opraševanje kulturnih rastlin, pri tem pa zanesel po vsem svetu.
Je socialna žuželka, ki živi v zapletenih in trajnih družbenih skupnostih (družinah), ki jih večji del obstoja sestavljajo matica in sterilne delavke. Družine se razmnožujejo z delitvijo, do katere pride, ko stara družina preseže kritično velikost in matica ne more več regulirati razvoja vseh ličink s feromoni. Takrat se prične razvoj novih matic, stara matica pa zapusti panj z rojem delavk, ki poiščejo primerno mesto za novo gnezdo. Njihov naravni življenjski prostor so listopadni gozdovi, kjer gnezdijo v drevesnih duplih.
Med zadnjo ledeno dobo se je življenjski prostor medonosne čebele v Evropi razdrobil, zato so nastale geografske podvrste oz. rase, ki se razlikujejo po več značilnostih. Na Balkanu je bila to kranjska čebela (Apis mellifera carnica), ki jo tradicionalno povezujemo z zgodovinsko slovensko pokrajino Kranjsko in je bila s tega ozemlja tudi opisana. Kasneje je v ta prostor z zahoda prodrla tudi italijanska čebela (Apis mellifera ligustica) z Apeninskega polotoka, ki s kranjsko tvori križance.

## Čebelarstvo
Prvi zapisi o udomačevanju in dejavnosti vzreje čebel v umetnih panjih – čebelarstvu – segajo v čas Starega Egipta pred skoraj 4500 leti. Od takrat na lastnosti čebel vpliva tudi človek z odbiranjem želenih lastnosti in razširjanjem najkoristnejših ras. Zadnjih 130 let pri tem izstopa prav kranjska čebela s svojo izrazito medonosnostjo, neagresivnostjo in drugimi lastnostmi, zato se njena uporaba širi po Evropi in drugod po svetu (predvsem Severni Ameriki). Kljub temu za razlikovanje »tipov« uporabljamo besedo rasa in ne pasma, saj so za razliko od drugih udomačenih živali imeli pri njihovem nastanku največjo vlogo naravni dejavniki. Gojenje medonosnih čebel se je zaradi velike produktivnosti pri nabiranju medu razširilo tudi v Vzhodni Aziji, kjer v čebelarstvu tradicionalno uporabljajo avtohtono vrsto Apis cerana. To je prineslo nekatere probleme zaradi medvrstnega razširjanja tamkajšnjih čebeljih zajedavcev in bolezni, kot je pršica Varroa destructor (varoja).